# Tsiigehtchic
Tsiigehtchic („Öffnung des Eisenflusses“) ist eine Gemeinde in den Nordwest-Territorien in Kanada mit 172 Einwohnern (Stand 2016) auf einer Höhe von 6 m. ü. M.
Sie liegt am Zusammenfluss des Mackenzie River und des Arctic Red River. Gesprochen wird Gwich'in und Englisch. Die Bewohner leben vor allem von Fischfang und der Jagd. Die Gemeinde hat eine Freiwillige Feuerwehr, keine Polizei, zwei Kirchen und ein Lebensmittelgeschäft.

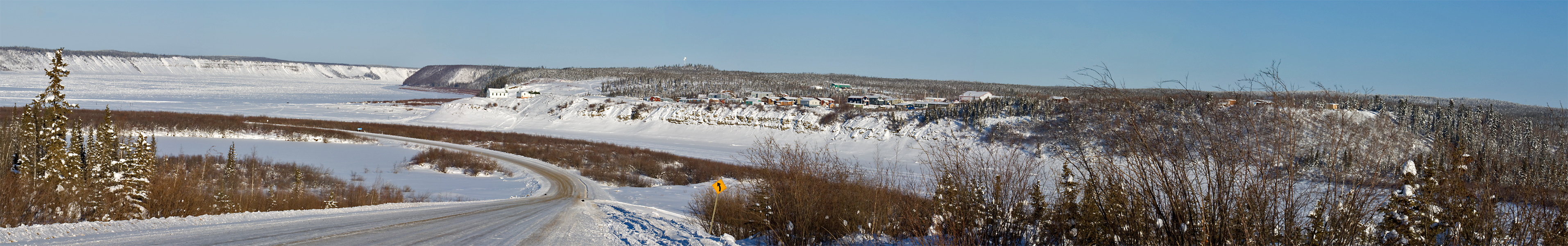
Panorama von Tsiigehtchic vom Dempster Highway aus in Richtung Inuvik

## Geschichte
Durch den Bau des Dempster Highway zog es immer mehr Leute in die Gemeinde. Vor dem Bau lebten erst drei Familien in der Gemeinde. Bis 1994 hieß die Gemeinde Arctic Red River.

## Tourismus
Tsiigehtchic liegt 66 Kilometer vom Nutuiluie Park entfernt. Weitere Sehenswürdigkeiten sind die Richardson Mountains und die Peel River Game Reserve.